# Epidius parvati
Epidius parvati är en spindelart som beskrevs av Benjamin 2000. Epidius parvati ingår i släktet Epidius och familjen krabbspindlar.
Artens utbredningsområde är Sri Lanka. Inga underarter finns listade i Catalogue of Life.